# Parc Changfeng

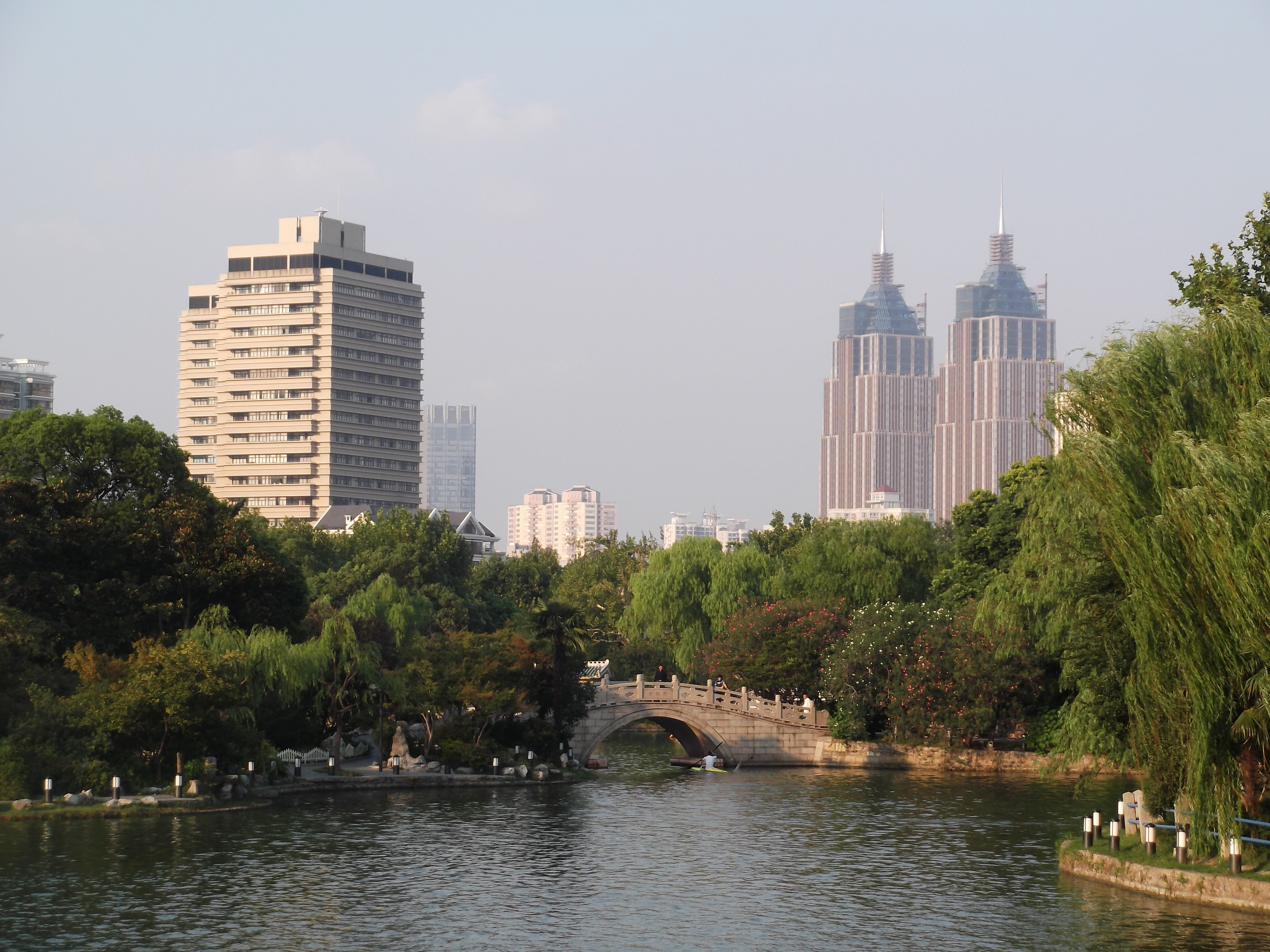
Vue sur le lac dans le parc, avec les deux tours du centre commercial Global Harbour au loin.

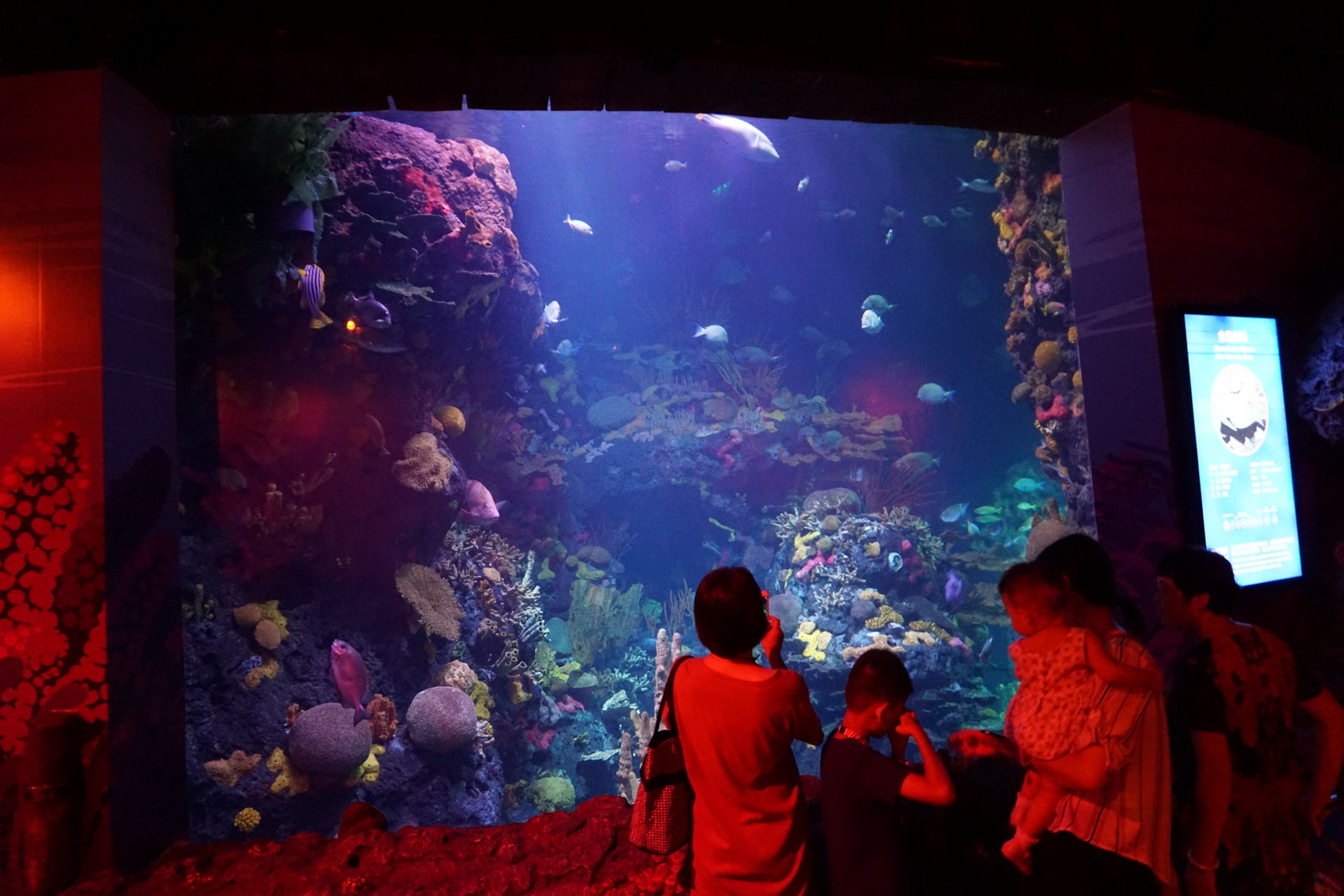
Aquarium du parc de Changfeng.

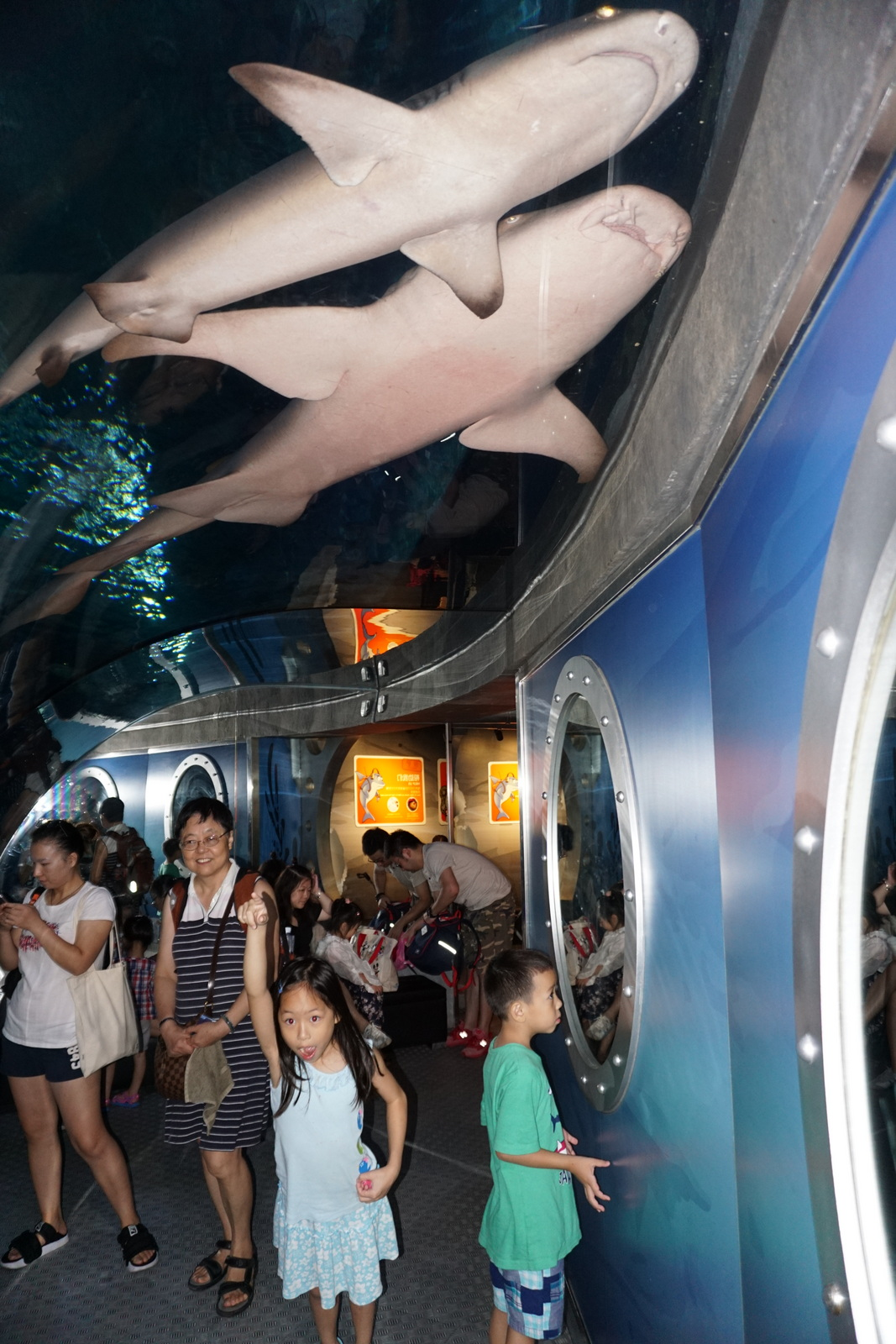
À l'intérieur de l'aquarium du parc Changfeng.

Le parc Changfeng (chinois simplifié : 长风公园 ; chinois traditionnel : 長風公園 ; pinyin : Cháng Fēng Gōng Yuán) (littéralement : Park of Far Off Wind) est un parc paysager situé dans le district de Putuo, à l'ouest de Shanghai, en Chine. La taille du parc est de 364 000 m2. Il comprend un lac artificiel, le lac Yinchu (银锄湖), et une colline artificielle, Tiebi Hill (铁臂山). Il existe diverses installations, dont un aquarium Sea Life. Il est possible de naviguer sur le lac.

## Emplacement
Le parc est situé dans le district de Putuo . À l'est du parc se trouve l'université normale de Chine de l'Est.

## Historique
La première phase de construction du parc a commencé le 4 avril 1957 et la deuxième phase a commencé en juillet 1958. Le parc a été ouvert le jour de la fête nationale chinoise (1er octobre) en 1959. Initialement, le parc s'appelait Huxi Park ( 沪西公园 « Western Shanghai Park ») puis Biluohu Park (碧萝湖公园 « Green Usnea Lake Park ») lorsqu'il fut partiellement ouvert le 1er juillet 1958. Le 29 septembre 1959, le secrétaire adjoint du comité municipal du parti de Shanghai, Wei Wenbo, a changé son nom en Changfeng Park (« Park of Far Off Wind »). Il a également nommé le lac artificiel et la colline comme Yin Chu Lake (银锄湖 « Gleaming Mattock Lake ») et Tie Bi Hill (铁臂山 « Mighty Arm Hill »). Les deux noms ont été choisis en référence a un poème de Mao Zedong écrit en 1958,.

## Changfeng Ocean World (Sea Life Shanghai)
Changfeng Ocean World, également connu sous le nom de Sea Life Shanghai, est l'attraction principale du parc Changfeng. Il a ouvert en 1999 avec une superficie de 10 000 m2. Il présente plus de 10 000 créatures marines de plus de 300 espèces différentes. Il s'agit du premier aquarium marin de Chine et du premier aquarium de classe mondiale de Shanghai. Il y a plus de 1 500 espèces de vie marine exposées, et c'est l'une des bases de l'enseignement scientifique pour les jeunes de Shanghai. Le bâtiment principal est situé à 13 mètres sous le lac Yin Chu. L'aquarium a été acheté par Merlin Entertainments en 2012.
Changfeng Ocean World comprend une salle de spectacle de bélugas et d'otaries. Les visiteurs peuvent, en coopération avec le personnel, porter des combinaisons de plongée et se baigner avec les baleines et les lions de mer. On pense que c'est la raison qui explique que Changfeng Ocean World ne soit pas listée sur le site web officiel de Sea Life.

## Transport
Le parc est accessible en prenant :
- la ligne 3 ou la ligne 4 du métro de Shanghai jusqu'à la station Jinshajiang Road, au nord-est du parc ;

- la ligne 2 du métro de Shanghai, qui passe au sud du parc.

## Voir également
- Parc Zhongshan, au sud-est